# Le Monde de Charlotte
Pour les articles homonymes, voir Le Petit Monde de Charlotte.
Un monde à part
Le Monde de Charlotte est une série télévisée humoristique québécoise en 112 épisodes de 25 minutes scénarisée par Richard Blaimert et diffusée du 1er octobre 2000 au 31 mars 2004 à la Télévision de Radio-Canada.
Le téléroman Un monde à part, diffusé de septembre 2004 à avril 2006, fait suite au Monde de Charlotte.

## Synopsis
Téléroman qui met en scène une famille d'aujourd'hui aux prises avec des réalités bien contemporaines.

## Distribution
- Catherine Brunet : Charlotte Ducharme-Langevin
- Henri Chassé : Louis Ducharme, père de Charlotte
- Marie-Thérèse Fortin : Françoise Langevin, mère de Charlotte
- Bianca Gervais : Karine Ducharme-Langevin
- Émile Mailhiot : Éric Ducharme-Langevin
- Benoît Gouin : Gary, psychologue de Charlotte
- Sylvie Boucher : Élizabeth Benoît
- Maude Gionet : Emmanuelle, fille d'Élizabeth
- Marcel Sabourin : Alexandre Ducharme (2001-2004)
- Chantal Baril : Rachel Saint-Laurent
- Yves Bélanger : Phil Filteau
- Charles-André Bourassa : Pierre-Luc
- Jean-Raymond Châles : Paul Motard
- Jérémy Guibord : William Lampron
- Micheline Lanctôt : Huguette Benoît (2004)

## Fiche technique
- Auteur principal : Richard Blaimert
- Auteurs : Danielle Dansereau, Isabelle Langlois, Bernard Dansereau et Annie Piérard
- Scripte-éditrice : Sylvie Denis
- Réalisateurs : Richard Lahaie et Richard Lalumière
- Directrice de production et productrice déléguée : Wendy Helfembaum
- Producteur : Jocelyn Deschênes
- Production : Sphère Média inc.

## Commentaires
Le 8 novembre 2011, NBC a acquis les droits sur la série afin de la remodeler pour le public américain sous le titre de projet Isabel. Créé par Tom Nursall et Howard Busgang et réalisé par Todd Holland, le pilote met en vedette Marcia Gay Harden, Kevin Nealon, Sophia Schloss, Abigail Mavity et Skyler Gisondo.

## Épisodes

### Première saison (2000-2001)
1. L'Homme masqué
2. Les Vautours!
3. Sainte Charlotte
4. Horreur à la carte
5. F. au bord de la crise de nerfs!
6. Les Mots dangereux
7. Les Fantômes d'Élizabeth
8. La Photo de l'année
9. Noël, j'ai mal au cœur
10. Trois gars, un mystère
11. Mon ennemi préféré
12. Le Blues de Françoise
13. Un vrai mensonge
14. Le Petit Docteur
15. La Boîte à poux
16. L'Exposition du nombril
17. Tu m'aimes ou tu m'aimes pas
18. Ô jeunesse ennemie!
19. La Loi de Newton (première partie)
20. La Loi de Newton (deuxième partie)
21. Le Riche et le pauvre
22. Filer l'amour
23. La Maudite Bague
24. Devine qui vient souper?
25. L'Esprit et ses pouvoirs
26. Le Poids de la vérité

### Deuxième saison (2001-2002)
1. Le Complot!
2. Les Crocs de l'amour
3. Le Précieux liquide!
4. La Face cachée d'une reine
5. Un loup dans la bergerie! (première partie)
6. Un loup dans la bergerie! (deuxième partie)
7. Au banc des accusés
8. Le Pouvoir des mots
9. Parents: mode d'emploi!
10. Le Poids de l'histoire
11. L'Amour sur l'échelle de Richter
12. Tel fils, telle mère
13. Je suis prête
14. Petites leçons de masochisme
15. La Douloureuse naissance de Fellini
16. Oui, je le veux!
17. La Liberté à tout prix
18. Le Miroir de la popularité
19. La Corde au cou! (première partie)
20. La Corde au cou! (deuxième partie)
21. Guerre ou paix!
22. Les Choses de la vie
23. L'Usure du temps
24. L'Intrus!
25. Le Temps des choix !
26. Adieu Dudley

### Troisième saison (2002-2003)
1. La Métamorphose!
2. Repartir à zéro
3. Bienvenue chez nous
4. Une tache à son karma
5. Tout seul au monde!
6. Je vois rouge!
7. Problèmes d'image (première partie)
8. Problèmes d'image (deuxième partie)
9. Perdre la tête!
10. Les Clones
11. Qui dit vrai?
12. L'Âge adulte?
13. Au nom de toi! (première partie)
14. Au nom de toi! (deuxième partie)
15. Besoin urgent de changements!
16. L'Homme sandwich
17. Les Griffes de l'intelligence
18. Le Monstre de l'intimité
19. Le Grand saut! (première partie)
20. Le Grand saut! (deuxième partie)
21. Tiens-toi loin de moi
22. Sous un même toit
23. Les Paradis perdus (1re partie)
24. Les Paradis perdus (2e partie)
25. Le Regard des autres!
26. La Génétique
27. À fleur de peau! (première partie)
28. À fleur de peau! (deuxième partie)
29. Un vent de folie
30. Vol d'identité (première partie)
31. Vol d'identité (deuxième partie)
32. Voler de ses propres ailes

### Quatrième saison (2003-2004)
1. La Dérive des cerveaux! (première partie)
2. La Dérive des cerveaux! (deuxière partie)
3. L'Amour à l'épreuve
4. Secrets ou mensonges?
5. Le Jour de l'engagement (première partie)
6. Le Jour de l'engagement (deuxième partie)
7. Les Liens biologiques
8. Réussir sa vie!
9. Cadeau
10. Les Lois de la normalité
11. Les Devoirs
12. Le Silence des hommes
13. Coup de tête!
14. Courir le temps
15. Croire en l'incroyable
16. Les Piranhas !
17. Manipulations, chantages et autres varias
18. Le Pardon (première partie)
19. Le Pardon (deuxième partie)
20. L'Autonomie au combat
21. Actes manqués?
22. La Rage au cœur
23. L'Art du dépassement
24. Trébucher (première partie)
25. Trébucher (deuxième partie)
26. Le Jugement dernier
27. Ondes de choc
28. Voies parallèles

## Récompenses
2001
- Prix Gaston Gauthier : Média famille
- Prix Gémeaux du meilleur premier rôle féminin - Téléroman : Marie-Thérèse Fortin (épisode « F. au bord de la crise de nerfs »)
- Prix Gémeaux de la meilleure réalisation pour un téléroman : Richard Lahaie

2002
- Prix Gémeaux du meilleur téléroman
- Prix Gémeaux de la meilleure réalisation pour un téléroman : Richard Lalumière
- Prix Gémeaux du meilleur texte pour un téléroman : Richard Blaimert
- Prix Gémeaux du meilleur premier rôle féminin - Téléroman : Marie-Thérèse Fortin (épisode « Le poids de l’histoire »)
- Prix Gémeaux du meilleur premier rôle masculin - Téléroman : Henri Chassé (épisode « Le pouvoir des mots »)

2003
- Prix Gémeaux du meilleur téléroman

2004
- Prix Gémeaux de la meilleure réalisation pour un téléroman : Richard Lahaie